# Gothic Electronic Anthems
Gothic Electronic Anthems (рус. Готические электронные песнопения) — дебютный студийный альбом норвежской готик-индастриал-метал-группы Gothminister, выпущенный в 2004 году.

## Об альбоме
Большинство композиций с альбома балансируют на грани между индастриал-металом и готик-металом. Как отметил рецензент известного немецкого журнала Sonic Seducer, на Gothic Electronic Anthems тяжёлые гитарные риффы эффектно сочетаются с тщательно выверенным электронным звучанием, а в песнях прослеживается влияние творчества Роба Зомби.
Курт Ингельс из престижного бельгийского онлайн-журнала Dark Entries, в целом критически оценивающий творчество Gothminister, тем не менее, назвал альбом «приятным сюрпризом», «чертовски сильным в своём жанре», и охарактеризовал его стилистику как находящуюся «где-то между Rammstein и Tiamat», а также одобрительно высказался о разноплановом характере композиций, среди которых присутствуют как агрессивные индастриал-треки, так и более мелодичные баллады.

## Список композиций
1. «Gothic Anthem»
2. «Angel»
3. «The Holy One»
4. «Pray»
5. «The Possession»
6. «Devil»
7. «Shadows of Evil Sins»
8. «Hatred»
9. «March of the Dead»
10. «Wish»
11. «Post Ludium»